# Brendan Lemieux
Brendan Lemieux (* 15. března 1996) je profesionální kanadský hokejový útočník momentálně hrající na pozici levého křídla v týmu Philadelphia Flyers v severoamerické lize NHL. Byl draftován v roce 2014 v 2. kole jako 31. celkově klubem Buffalo Sabres. Jeho otcem je Claude Lemieux, bývalý hokejový útočník a čtyřnásobný držitel Stanley Cupu.
V listopadu 2021 pokousal během bitky v zápase proti Ottawě útočníka Bradyho Tkachuka. Lemieux byl za zákrok na kapitána ottawských Senátorů vyloučen na deset minut a do konce zápasu. Za nesportovní chování obdržel od disciplinární komise stopku na pět utkání a zároveň přišel o 38 750 dolarů z platu. Již v minulosti dostal dvouzápasový distanc za úder do hlavy floridského útočníka Vincenta Trochecka a za zákrok na Joonase Donskoie z Colorada.

## Klubové statistiky
| Sezona     | Klub                | Soutěž     | Základní část | Základní část | Základní část | Základní část | Základní část | Play off | Play off | Play off | Play off | Play off |
| Sezona     | Klub                | Soutěž     | Z             | G             | A             | B             | TM            | Z        | G        | A        | B        | TM       |
| ---------- | ------------------- | ---------- | ------------- | ------------- | ------------- | ------------- | ------------- | -------- | -------- | -------- | -------- | -------- |
| 2012–13    | Barrie Colts        | OHL        | 42            | 6             | 8             | 14            | 52            | 21       | 2        | 0        | 2        | 36       |
| 2013–14    | Barrie Colts        | OHL        | 65            | 27            | 26            | 53            | 145           | 11       | 7        | 3        | 10       | 16       |
| 2014–15    | Barrie Colts        | OHL        | 57            | 41            | 19            | 60            | 145           | 5        | 1        | 2        | 3        | 12       |
| 2015–16    | Barrie Colts        | OHL        | 11            | 9             | 5             | 14            | 28            | —        | —        | —        | —        | —        |
| 2015–16    | Windsor Spitfires   | OHL        | 34            | 23            | 25            | 48            | 37            | 3        | 4        | 1        | 5        | 13       |
| 2015–16    | Manitoba Moose      | AHL        | 5             | 2             | 1             | 3             | 6             | —        | —        | —        | —        | —        |
| 2016–17    | Manitoba Moose      | AHL        | 61            | 12            | 7             | 19            | 130           | —        | —        | —        | —        | —        |
| 2017–18    | Manitoba Moose      | AHL        | 51            | 19            | 24            | 43            | 170           | 8        | 3        | 2        | 5        | 22       |
| 2017–18    | Winnipeg Jets       | NHL        | 9             | 1             | 0             | 1             | 21            | —        | —        | —        | —        | —        |
| 2018–19    | Winnipeg Jets       | NHL        | 44            | 9             | 2             | 11            | 64            | —        | —        | —        | —        | —        |
| 2018–19    | New York Rangers    | NHL        | 19            | 3             | 3             | 6             | 44            | —        | —        | —        | —        | —        |
| 2019–20    | New York Rangers    | NHL        | 59            | 6             | 12            | 18            | 111           | 1        | 0        | 0        | 0        | 0        |
| 2020–21    | New York Rangers    | NHL        | 31            | 2             | 5             | 7             | 59            | —        | —        | —        | —        | —        |
| 2020–21    | Los Angeles Kings   | NHL        | 18            | 2             | 2             | 4             | 14            | —        | —        | —        | —        | —        |
| 2021–22    | Los Angeles Kings   | NHL        | 50            | 8             | 5             | 13            | 97            | 7        | 1        | 0        | 1        | 18       |
| 2022–23    | Los Angeles Kings   | NHL        | 27            | 0             | 3             | 3             | 53            | —        | —        | —        | —        | —        |
| 2022–23    | Philadelphia Flyers | NHL        | 18            | 2             | 4             | 6             | 21            | —        | —        | —        | —        | —        |
| NHL celkem | NHL celkem          | NHL celkem | 230           | 31            | 29            | 60            | 410           | 8        | 1        | 0        | 1        | 18       |

### Reprezentační statistiky
| 2013            | Kanada 18       | Hlinka Gretzky Cup | 5 | 1 | 1 | 2 | 4 | Zlatá medaile |
| Junioři celkově | Junioři celkově | Junioři celkově    | 5 | 1 | 1 | 2 | 4 |               |